# Ignacio Piñeiro
Ignacio Piñeiro Martínez (La Habana, 21 de mayo de 1888-La Habana, 12 de marzo de 1969) fue un músico cubano, fundador de la orquesta Septeto Nacional. Está considerado uno de los más importantes exponentes del son cubano y sus variantes.

## Su vida
Ignacio Piñeiro nació en La Habana el 21 de mayo de 1888. Su niñez transcurrió en el popular barrio de Pueblo Nuevo, donde realizó sus estudios primarios y comenzó su interés por la música al participar en coros infantiles. 
En su juventud, antes de asumir la música como forma de vida desempeñó diversos oficios como el de albañil y vendedor de habanos. Ya inmerso en el mundo musical de La Habana de aquellos años, formó parte de diferentes grupos populares como Los Roncos y Timbre de Oro. 
En 1926 se integró como contrabajista al Sexteto Occidente de María Teresa Vera y la acompañó a Nueva York.

## Septeto Nacional
Cuando volvió a Cuba en 1927 fundó el Sexteto Nacional. Así llamó al grupo porque tenía músicos de todas partes de Cuba, contrario al Sexteto Habanero, su principal competencia y que había sido fundado dos años antes. Rápidamente esta agrupación caló fuerte en el gusto del público por su calidad interpretativa y su novedoso repertorio basado en las composiciones de Piñeiro. 
El Sexteto Nacional lo integraron Juan de la Cruz Iznaga, primera voz y clave; Bienvenido León, segunda voz y maraca; Francisco González Solares ("Panchito Chevrolet") en el tres; José Manuel Inciarte "El Chino", en los bongó; Alberto Villalón en la guitarra; y el propio Piñeiro que lo dirigía y tocaba el contrabajo.
En 1928 y a un año de haber sido fundado, el grupo se transformó en septeto, con la incorporación de la trompeta y a mediados de 1929, viajó a Sevilla a la Exposición Iberoamericana, permaneciendo en España por un período de tres meses realizando grabaciones y presentaciones diversas.
Piñeiro abandonó el septeto en 1935 para retomar su dirección en 1954, junto con el acordeonista Eddy Gaytán (que era director del sello EGREM), labor que continuó hasta su fallecimiento en La Habana el 12 de marzo de 1969.

## Composiciones de Ignacio Piñeiro
- Suavecito (1929)
- Échale salsita (1930)
- Mayeya, no juegues con los santos
- Don lengua
- A la lae la la
- Las cuatro palomas
- Noche de conga
- Coco mai mai
- Asturias, Patria querida
- Mentira, Salomé
- Dónde estaba anoche (1925)